# Izabel Varosa
IZABEL VAROSA – japoński rockowy zespół visual kei założony 2004 roku przez KAZUI i Chihiro. W 2005 roku zaczęli współpracować z wytwórnią Applause Records prowadzoną przez Kamijo. Do tej pory Izabel Varosa wydali jeden singiel, trzy maxi-single oraz dwa mini-albumy. W sierpniu 2006 roku Hikaru, Chihiro, i Emi opuścili zespół z powodu różnic muzycznych, które doprowadziły do anulowania wydania pierwszego albumu zespołu. Mimo że w zespole pozostał tylko jeden członek, Izabel Varosa musi oficjalnie oświadczyć o zakończeniu działalności zespołu.

## Członkowie

### Obecni
- KAZUI – gitara

### Byli
- HIKARU – wokal
- Chihiro (jap. 千尋) – gitara
- Emi (jap. 淮魅) – gitara basowa
- Fuuma (jap. 楓舞) – perkusja

## Dyskografia

### Albumy i EPs
- Hikami no Bigaku (jap. 氷上の美学) (9 czerwca 2005)
- Justice (30 lipca 2006)
- Imitation Think (27 sierpnia 2006 – wydanie anulowane)

### Single
- Kyou (jap. 叫) (14 marca 2005)
- Imitation Mercy/Seasonal Wind (2005)
- Gekkou (jap. 月光) (13 października 2005)
- Juliet (25 czerwca 2006)

### Składanki
- Graceful Playboys (5 sierpnia 2006)

Podczas gdy wokalista HIKARU brał udział w projekcie Hizaki’ego Hizaki Grace Project, wydali oni mini-album „Unique”.